# 国际照明委员会
国际照明委员会（採用法文縮寫：CIE）是一个有关光學、照明、颜色和色度空间科学领域的国际权威组织，成立於1913年，其总部位于奥地利维也纳。

## 架構
委員會下設七個工作組，各自負責不同領域之科學探討。
1. 第一工作組　视觉和颜色（Vision and Color）
2. 第二工作組　光与輻射的测量（Measurement of Light and Radiation）
3. 第三工作組　室內環境與照明設計（Interior Environment and Lighting Design）
4. 第四工作組　交通照明与信号（Lighting and Signalling for Transport）
5. 第五工作組　戶外照明与其它應用（Exterior Lighting and Other Applications）
6. 第六工作組　光生物與光化學（Photobiology and Photochemistry）
7. 第七工作組　一般照明領域（General Aspects of Lighting）　現已廢除
8. 第八工作組　影像技術（Image Technology）

## 會員
國際照明委員會的會員種類包括：
國家委員（NATIONAL COMMITTEES）
具有決定國際照明委員會事務的權利，各國需由對照明領域有興趣的機構共同成立一個專門對應國際照明委員會的窗口組織（通常也會命名為「照明委員會」再冠上各國名稱），一個國家只能有一個對應的窗口組織。
準國家委員（ASSOCIATE NATIONAL COMMITTEES）
各國新成立對應國際照明委員會的組織，在新加入國際照明委員後最初會成為準國家委員，經過四年後才可申請成為國家委員。
準會員（ASSOCIATE MEMBERS）
對於沒有成立對應窗口組織的國家，為使該國能參與國際照明委員會的工作，此類國家的組織可以加入成為準會員，但在國際照明委員會中沒有投票權。
贊助會員（SUPPORTIVE MEMBERS）
除了各國家會員外，國際照明委員會也接受對委員會活動有興趣的組織或機構成為贊助會員。

## 外部連結
- CIE官方網站（页面存档备份，存于）
- （繁體中文） 台灣照明委員會（页面存档备份，存于）
- （简体中文） 中國照明學會（页面存档备份，存于）